# جون فليتشير (موسيقي)
جون فليتشير (بالإنجليزية: John Fletcher)‏ هو موسيقي بريطاني، ولد في 1941، وتوفي في 1987.

## وصلات خارجية
- جون فليتشير على موقع ميوزك برينز (الإنجليزية)
- جون فليتشير على موقع ديسكوغز (الإنجليزية)